# قابلية الفحص
قابلية الفحص هي الدرجة التي تدعم فيها قطعة برمجية (نظام حاسوبي أو وحدة برمجية أو متطلب أو مستند تصميم) الفحص في سياق معين. قابلية الفحص ليست خاصية داخلية للبرمجيات ولا يمكن قياسها بشكل مباشر (كحجم البرمجية، مثلا)، بل هي خاصية خارجية وتنتج عن الاستقلالية والتفاعل مع البرنامج المطلوب فحصه وأهداف الفحص، ووسائل الفحص المستخدمة، وموارد الفحص.
إذا كانت درجة قابلية الفحص منخفضة، فهذا يعني أن جهداً أكبر يجب أن يبذل في الفحص. في بعض الحالات المتطرفة، إذا كانت قابلية الفحص معدومة، فهذا قد يمنع فحص بعض أجزاء البرمجية أو متطلباتها بالكامل.